# Liam Heath
Liam Heath, född 17 augusti 1984 i Guildford, Surrey, Storbritannien, är en brittisk kanotist.
Han tog OS-brons i K2 200 meter i samband med de olympiska kanottävlingarna 2012 i London.
Vid de olympiska kanottävlingarna 2016 i Rio de Janeiro tog Heath en guldmedalj i K-1 200 meter och en silvermedalj i K-2 200 meter tillsammans med Jon Schofield. Vid olympiska sommarspelen 2020 i Tokyo tog Heath brons i K-1 200 meter.